# Wassyliwka (Mykolajiw, Otschakiw)
Wassyliwka (ukrainisch Василівка; russisch Василевка Wassilewka) ist ein Dorf im Süden der ukrainischen Oblast Mykolajiw mit etwa 380 Einwohnern (2004).

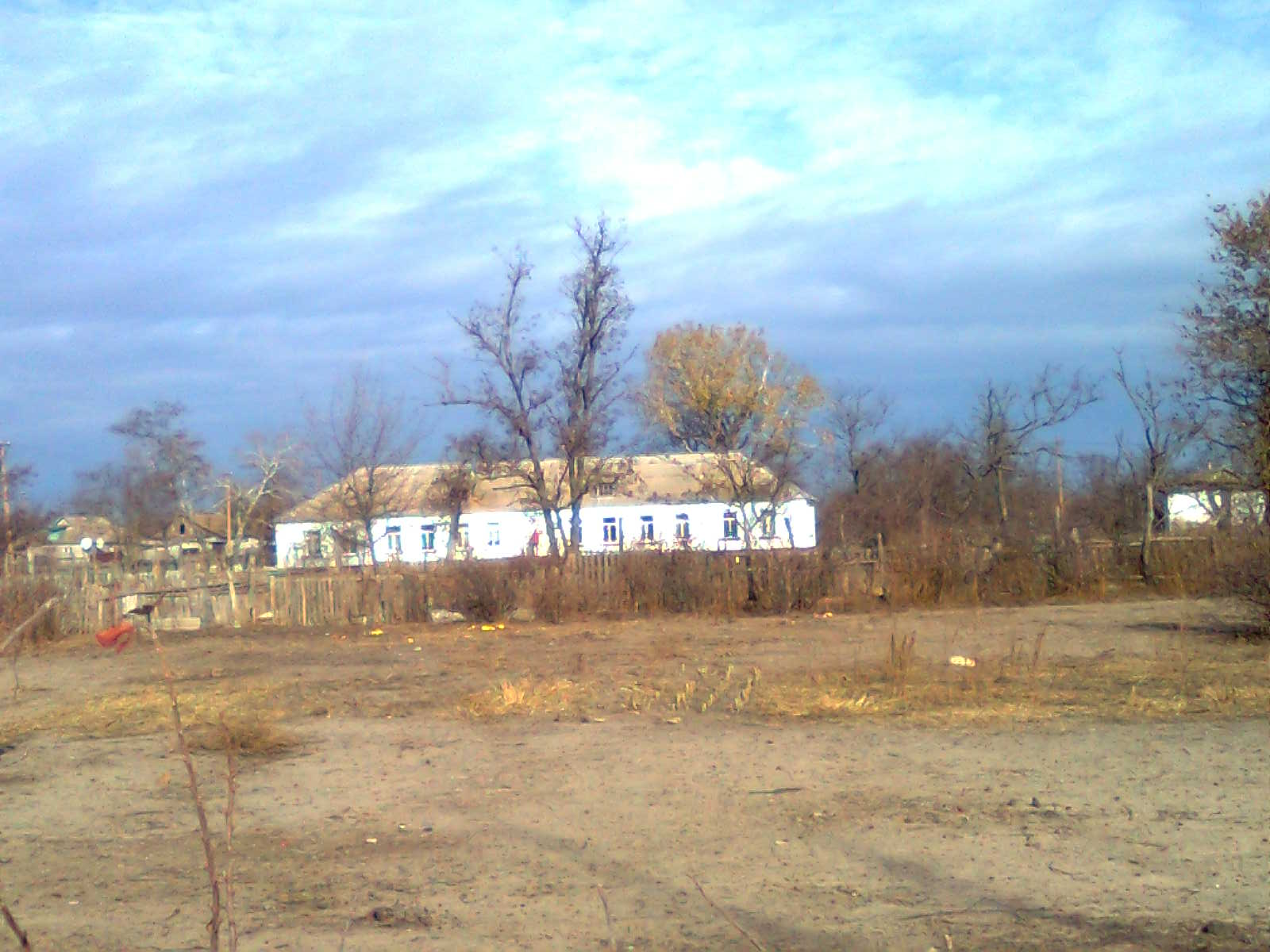
Schule im Ort

Wassyliwka liegt südöstlich der Rajonhauptstadt Otschakiw auf dem gegenüber liegenden Ufer des Dnepr-Bug-Limans auf der Kinburn-Halbinsel, die den Liman vom Schwarzen Meer trennt.
Am 12. Juni 2020 wurde das Dorf ein Teil der Stadtgemeinde Otschakiw; bis war sie ein Teil der Landratsgemeinde Pokrowka im Süden des Rajons Otschakiw.
Seit dem 17. Juli 2020 ist sie ein Teil des Rajons Mykolajiw.